# 타데우시 루제비치
타데우시 루제비치(폴란드어: Tadeusz Różewicz, 1921년 10월 9일~2014년 4월 24일)는 폴란드의 시인, 극작가이다.
므로제크에 이어 젊은 작가로서 가장 촉망을 받았던 작가로 이상주의를 상실한 현 폴란드의 무감각한 자기만족을 신랄히 공격했다. 그도 역시 서구 부조리 연극에 힘입은 바 큰데 대표작 <카드 인덱스(The Card-Index)>(1960)는 막과 장의 구분이 없고 코러스를 등장시키고 있다. 자기 세대의 정신적인 백치 현상을 통렬히 풍자한 작품이다. <증언>은 <카드 인덱스>보다 구조가 단순하며, 근본적으로 같은 문제를 다루고 있다. 그 외에 <모든 것은 정상이 되리>와 <그는 고향을 떠났다>가 있다.

## 생애
1921년 라돔스코에서 태어난 루제비치는 1929년 폴란드를 강타했던 경제공황으로 인해 중등학교 수업을 중단해야 할 정도로 가난하고 불우한 어린 시절을 보냈다. 그러나 어려운 환경에도 불구하고 독서에 몰두하고, 학생신문에 부지런히 시를 투고하는 전형적인 문학 소년이기도 했다. 2차 대전이 일어나고 폴란드가 독일에 점령당하자 루제비치는 낮에는 노동자로 일하고 밤에는 비밀리에 진행된 야간 수업을 들으며 1942년에 어렵게 학업을 마쳤다. 이후 루제비치는 1943년부터 1944년까지 2년 동안 형인 야누시 루제비치(Janusz Różewicz)의 영향을 받아 폴란드의 지하 독립운동 단체인 폴란드 국내군에 가담해 적극적인 반나치 레지스탕스 활동을 펼쳤다. 1944년에는 사티르(Satyr)라는 필명으로 전장에서의 생생한 체험을 노래한 처녀 시집 ≪숲 속의 메아리(Echa leśne)≫를 비공식적으로 출판하기도 했다. 같은 해에 발발한 바르샤바 봉기에서 루제비치는 평생 동안 자신을 옭아매며 고통을 안겨 주게 될 처참한 체험을 하게 되었다. 그것은 바로 형 야누시의 죽음이었다. 국내군에서 저항운동을 하며 몸소 겪었던 악몽 같은 전쟁의 기억, 그리고 바르샤바 봉기에서의 형의 전사(戰死)는 이후 루제비치가 필사적으로 시작(詩作)에 매달리게 되는 직접적인 계기가 된다.
루제비치는 자신의 온 생애를 다 바쳐 폐허의 잿더미 위에서 문학의 부활 가능성을 끊임없이 타진했던 작가였다. 시인이 겪어 내야만 했던 전쟁의 고통스런 체험은 시와 드라마, 그리고 체험 수기나 에세이, 회고록 등 다양한 문학 장르를 빌려 끈질기게 예술적으로 형상화되었다. 루제비치와 같은 작가들이 폴란드에 있었기에 전쟁과 수용소의 상처는 생존자들 개인의 현재화된 기억 속에서 불완전하게나마 꾸준히 재현되면서, 다양한 시행착오 속에서도 조금씩 미학적 형태로 발전을 거듭할 수 있었다.